# RCS MediaGroup
L'RCS MediaGroup SpA (nom complet: Rizzoli-Corriere della Sera Media Group S.p.A.) és un grup editorial italià, amb seu a Milà, propietari, entre d'altres de l'editorial Unidad Editorial, resultat de la fusió de les editorials madrilenyes Unedisa (El Mundo, Marca, Expansión i Telva) i Recoletos.
L'RCS MediaGroup és el successor de l'editorial A. Rizzoli & C. fundada el 1927 per l'empresari italià Angelo Rizzoli. Inicialment es va dedicar a la impressió i edició de llibres. Reestructurat i comprat diverses vegades, sobretot a la dècada dels 1980, quan dos dels seus executius van veure's implicats en l'efondrament del catòlic Banco Ambrosiano, el grup va fer fallida. El 2016, l'empresa Cairo Communication, creada per l'exfutbolista i exsoci de Berlusconi Urbano Cairo, va comprar el grup RCS.
Tot i així, el grup opera actualment en cinc àrees: periòdics, revistes i llibres, a més de ràdio i televisió digital terrestre. S'ha transformat d'ençà en un dels grups mediàtics més importants d'Itàlia, propietari de diaris importants com Corriere della Sera, Novella 200 i Il Mondo. En l'actualitat, però, el 40% del volum del negoci es genera a l'estranger (Portugal, EUA, Espanya, Xile o Mèxic, principalment).